# Люц Андрій Анатолійович
Андрі́й Анато́лійович Лю́ц (11 серпня 1999, м. Очаків — 26 липня 2023, Роботине, Пологівський район, Запорізька область) — український військовик, учасник російсько-української війни, кавалер ордена «За мужність» III ступеня.

## Життєпис
Народився 11 серпня 1999 в місті Очаків Миколаївської області. Навчався в місцевій школі, займався карате.
У 2019 вирішив пов'язати долю з військовою службою. Служив у 801-му окремому підводному протидиверсійному загоні ВМС ЗСУ. Був водієм-кулеметником.
Під час повномасштабного вторгнення обіймав посадку старшого стрільця в 78 полку ДШВ «Ґерць», був командиром вогневої групи. Мав позивний «Акула».

## Загибель
Загинув разом із турецькими військовослужбовцями 26 липня 2023 біля села Роботине. Зазнав смертельних поранень внаслідок влучання ворожої міни.
Похований в Очакові.
Без Андрія лишилися мама, сестра, племінники.

## Нагороди
24 листопада 2023 року указом Президента України № 777/2023 був посмертно удостоєний ордена «За мужність» III ступеня.